# Bubba Ho-Tep - Il re è qui
Bubba Ho-Tep - Il re è qui (Bubba Ho-Tep) è un film del 2002 scritto, diretto e prodotto da Don Coscarelli, tratto dall’omonimo romanzo breve di Joe R. Lansdale, e interpretato da Bruce Campbell e Ossie Davis. Molto fedele al romanzo di Lansdale, a metà strada tra horror e commedia, il film è anche una triste riflessione sulla vecchiaia e sulla morte con protagonista un Elvis Presley ormai stanco, solo e dimenticato che, anni dopo essersi scambiato l’identità con un sosia, si ritrova a passare il finale della sua vita in un ospizio del Texas. Qui, insieme ad un anziano uomo di colore convinto di essere JFK, scopre che le dipartite di alcuni degenti sono imputabili ad una mummia egizia che di notte si aggira indisturbata nella struttura. La trama bizzarra è sorretta da una messa in scena cupa e interessante, dai dialoghi divertenti e soprattutto dall’interpretazione di Bruce Campbell, che nel ruolo di The King regala al pubblico la sua migliore prova di sempre, anche se il veterano Davis non è da meno. Questo piccolo film indipendente, girato da Coscarelli (Fantasmi) con l’esile budget da 1.000.000 di dollari, è stato molto amato dalla critica fin dalle sue prime uscite ai festival nel 2002, tanto da diventare in breve tempo un cult, e in USA, grazie ad una distribuzione cinematografica piccola ma mirata, anche un discreto successo commerciale, che ha spinto la Metro Goldwyn Mayer ad acquisire Bubba Ho-Tep per il mercato Home Video, facendogli raggiungere con questo formato anche il grande pubblico. 
In Italia, il film è stato distribuito con molto ritardo e direttamente in DVD nel 2010, dopo avere partecipato negli anni precedenti a festival e manifestazioni speciali come il Ravenna Nightmare Film Fest del 2004. La pellicola, ha anche avuto il merito di dare più lustro al romanziere di culto Joe R. Lansdale, e di risollevare la carriera di Campbell, reduce da anni di flop e occasioni mancate.

## Trama
Elvis Presley, invecchiato e moribondo, vive in un ospizio nel Texas, dove tutti lo credono Sebastian Haff, un impersonificatore del re del rock. In realtà il vero Elvis, stanco del successo e della sua vita, anni addietro aveva stretto un patto proprio con Haff: si sarebbero scambiati le identità, anche se in ogni momento avrebbero potuto riprendersele. Il patto, però, non venne mai rescisso, perché alla morte del falso Elvis, il vero venne ritenuto solo un mistificatore dato che il documento sancito con Haff andò perduto in un incendio.
L'unico compagno di Elvis in questa misera esistenza è Jack, un anziano uomo di colore probabilmente affetto da demenza senile che afferma di essere il Presidente Kennedy. Le monotone giornate all’interno della struttura prendono una svolta inaspettata quando iniziano a segnalarsi avvistamenti macabri di un'entità misteriosa, infestazioni di grossi scarabei e irrisolte morti di alcuni degenti. Elvis e Jack, dopo aver compiuto diverse ricerche, scoprono che l'assassino è Bubba Ho-Tep, una mummia che succhia le anime dei vivi per prolungare la propria vita. Il mostro era in origine uno scriba della corte egiziana che fu mummificato vivo dal Faraone, il quale aveva scoperto la relazione fra lui e la sua consorte. Dopo essere stato rinvenuto da alcuni archeologi, Bubba Ho-Tep finì col suo sarcofago nel Texas in seguito a un incidente stradale, e bisognoso di anime per poter vivere, la mummia ha cominciato a fare razzia dei vecchi residenti nell’ospizio. Ma le anime delle persone anziane sono troppo "deboli" perché non possiedono abbastanza energia che serve a mantenerlo in vita a lungo, quindi la mummia è costretta a restare nei pressi della struttura e uccidere un anziano quasi ogni notte.
Consapevoli di tutto, Elvis e Jack decidono di affrontare Bubba Ho-Tep ed eliminarlo. Secondo quanto riportato da un libro di occultismo per uccidere una mummia bisogna bruciarla e pronunciare una formula magica, e una notte, i due sfidano il mostro in un combattimento all'ultimo sangue, nel quale Jack perde la vita ma Elvis riesce comunque a sconfiggere e a uccidere Bubba Ho-Tep, per poi morire in pace subito dopo lo scontro. Negli ultimi attimi della sua esistenza, Elvis ritrova finalmente se stesso e la sua dignità, mentre le anime degli anziani che erano state prese dalla mummia sono ora libere di volare in cielo.

## Produzione
Il film, prodotto dalla Silver Sphere Corporation di Don Coscarelli, è costato circa un milione di dollari.
Sembra che sia stato Sam Raimi a suggerire a Don Coscarelli di ingaggiare Bruce Campbell per il doppio ruolo di Elvis Presley e di Sebastian Haff.
Bruce Campbell ha accettato di lavorare al film per un compenso molto ridotto nonostante il parere contrario del suo agente.
Coscarelli, per persuadere Ossie Davis ad accettare la parte di Jack, ha fatto spedire al noto attore-regista una lettera di presentazione dall’amico Mick Garris, che anni prima aveva diretto Davis nella miniserie L’ombra dello scorpione.
Le riprese sono durate 30 giorni.
Malgrado il protagonista della vicenda sia Elvis Presley, nel film sono completamente assenti le sue canzoni e le pellicole da lui interpretate. Questo perché gli elevati costi dei diritti d'autore erano fuori dalla portata del budget.
Il film fu quasi interamente girato in un ospedale abbandonato per veterani appena fuori Los Angeles, compresa la scena dell’esplosione del camper.
Secondo Don Coscarelli la scena dell'esplosione del camper fu girata in un'unica ripresa per questioni di budget.
Il budget a disposizione per le riprese e gli effetti speciali di trucco, è stato di poco superiore ai 500.000 dollari.
I noti effettisti Robert Kurtzman, Howard Berger e Greg Nicotero, come favore a Don Coscarelli, hanno accettato di realizzare con la loro KNB EFX Group, i trucchi e gli effetti speciali del film facendosi pagare solo il costo dei materiali.
Diversi membri di cast e troupe avevano già precedentemente lavorato con Coscarelli in alcuni film del franchise Fantasmi, come gli attori Reggie Bannister, Heidi Marnhout e Bob Ivy, la truccatrice Melanie A. Kay, i produttori Jason R. Savage e Dac Coscarelli (padre del regista), il DOP Adam Janeiro, l’aiuto regista Rosa Gonzalez, lo scenografo Daniel Vecchione, il direttore artistico Justin Zahrczuk, i tecnici di effetti speciali Greg Nicotero e Robert Kurtzman, e la costumista Shelley Kay (moglie del regista).
Per la scena del concerto di Elvis, la produzione riuscì a trovare un centinaio di persone che facessero da comparse ma dal momento che le riprese si protrassero a lungo molti dei presenti se ne andarono. Alla fine ne erano rimaste solo una dozzina, il che obbligò Coscarelli a realizzare delle inquadrature “di insieme” molto particolari che dessero l'impressione della folla.
Reggie Bannister, attore feticcio di Don Coscarelli, interpreta il direttore dell’ospizio.
Coscarelli, originariamente aveva pensato ad una doppia narrazione: Elvis, più un narratore in terza persona. Il regista oltre alla voce di Bruce Campbell registrò anche quella dell’attore André Sogliuzzo, che narrava l'azione come nel racconto di Lansdale. Questa scelta venne abbandonata dopo che alcuni amici, avendo visto un premontato del film, dissero al regista che il risultato era pessimo, così rimase solo la voce di Campbell in prima persona. Alcune parti della doppia narrazione si possono comunque vedere e sentire nelle scene tagliate tra i contenuti speciali del DVD.
Bruce Campbell ha contribuito a promuovere il film parlandone al pubblico durante il tour di presentazione della sua autobiografia If Chins Could Kill: Confessions of a B-Movie Actor.
A dieci anni dall’uscita de L'armata delle tenebre, è stato il primo film con Bruce Campbell come protagonista ad essere distribuito nelle sale cinematografiche USA.
Nell’autunno 2003, sono state stampate solo 32 copie del film per una distribuzione limitata nei cinema nordamericani. Il Soul of Southern Film Festival di Memphis, Tennessee, ha pagato una trentatreesima copia, in modo da non incappare in ritardi per la data della proiezione. Diversi altri festival e sale cinematografiche hanno invece pagato anticipatamente i distributori assicurandosi così le poche copie in circolazione del film per le loro programmazioni.
Dopo il successo di nicchia della distribuzione cinematografica statunitense curata dalla società indipendente Vitagraph Films, e in parte dallo stesso regista, il film è stato acquisito dalla Metro Goldwyn Mayer per il mercato Home Entertainment nordamericano.

## Distribuzione
Bubba Ho-Tep viene presentato in anteprima il 9 giugno 2002 al Cinevegas International Film Festival, e tre mesi dopo è in concorso nel più importante Toronto International Film Festival. Bastano queste due proiezioni a lasciare i critici senza fiato e a creare una grande aspettativa sul film incentrata soprattutto sulla splendida interpretazione di Bruce Campbell. Questo porterà la pellicola, dai primi mesi del 2003, ad essere proiettata in almeno una trentina di festival cinematografici sparsi per il mondo, tra cui: il Festival internazionale del cinema fantastico di Bruxelles, l’Hong Kong International Film Festival, il Fantasia International Film Festival, il South by Southwest e il Fantasporto. In queste manifestazioni, il film di Coscarelli collezionerà premi, candidature e recensioni sempre più entusiastiche, tanto da diventare un Cult ancora prima della sua uscita in sala e soprattutto uno dei titoli più interessanti nel panorama del cinema indipendente americano degli anni 2000.
Costato circa 1.000.000 di dollari, questo atipico horror nel tempo diventa anche un discreto successo commerciale, ma parte basso, perché inizialmente viene distribuito nelle sale americane dalla società indipendente Vitagraph Films, che lo fa uscire il 19 settembre 2003 quasi senza lancio pubblicitario e in soli due cinema. La fortuna gira subito, dato che il primo weekend il film incassa la ragguardevole cifra di 35.636 dollari, con file interminabili di persone fuori dalle due sale che lo proiettano, la settimana successiva i cinema diventano tre e l’incasso è di 47.021 dollari, la terza è proiettato in otto schermi e al box office guadagna 89.465 dollari. La distribuzione continua in questo modo, in un numero limitato ma sempre crescente di sale cinematografiche, arrivando ad un massimo di 32 schermi, e basando il lancio pubblicitario soprattutto sulle continue recensioni positive, sul passaparola, e su alcune serate dove il film viene presentato al pubblico dagli stessi Campbell e Coscarelli. Dopo otto mesi di programmazione tra Stati Uniti e Canada, la pellicola arriverà a incassare quasi 1.500.000 di dollari, e dall’estate 2004 all’autunno 2007 incasserà un altro mezzo milione dalle proiezioni di seconda visione e dal box office internazionale uscendo sul grande schermo in Inghilterra, Irlanda, Australia, Nuova Zelanda, Francia, Turchia e Giappone. Alla fine della sua corsa cinematografica, Bubba Ho-Tep incassa il doppio di quanto era costato, ma il vero successo economico arriva con la distribuzione in DVD, che editato dalla MGM per il mercato nordamericano, nel 2004 guadagna circa 6.300.000 dollari solo con le copie per il noleggio, e grazie ad altre case di distribuzione straniere ottiene buoni risultati anche all’estero, soprattutto in Inghilterra, Spagna e Francia. In Italia, il film si è visto per la prima volta in anteprima a Trieste il 31 maggio 2003, presentato da Joe R. Lansdale alla rassegna letteraria "Tra il Giallo e il Noir", in seguito è stato proiettato al Ravenna Nightmare Film Fest del 2004 e al Fantasy Horror Festival del 2010, nel mezzo ci sono state anche due anteprime cinematografiche tenutesi a Roma nell’ottobre 2004 e a Milano nel marzo 2009, per poi essere distribuito direttamente in DVD il 26 maggio 2010 con Dall'Angelo Pictures.

## Accoglienza critica
Il film ha avuto molte recensioni positive. Sul sito Rotten Tomatoes, detiene il 78% di critica favorevole con il seguente commento che scherzosamente, afferma: "Il miglior film con The King insieme a JFK".
David Hunter, ha scritto una recensione entusiastica per l'Hollywood Reporter definendo la prova di Bruce Campbell “...l’interpretazione di una vita...”
Dave Kehr, ha recensito la pellicola per il New York Times definendola "...Un delizioso film di produzione indipendente..."
Il critico TV di WGN - Chicago Nick Digilio, ha parlato di Bubba Ho-Tep come di "Un pezzo significativo di cinema americano”.
Peter Traves, nella sua recensione per la rivista Rolling Stone, assegnò il voto di tre stelle su cinque scrivendo: "Questa assurda e scaltra pellicola è elevata dal pensieroso Elvis di Bruce Campbell, che fornisce una toccante meditazione sulle restrizioni della vecchiaia e sui capricci della fama."
Roger Ebert del Chicago Sun-Times diede alla pellicola 3 stelle su 4 scrivendo: "Il film ha un modo accattivante di farci stare seduti lì e ghignare alla sua scervellata audacia, farci ridere con il suo umorismo sporco ed essere leggermente commossi (non profondamente, ma un po'), dalla pregnanza di questi due uomini anziani e dalla loro situazione."
Harry Knowles, nel celebre sito Ain't It Cool News, è entusiasta della pellicola e scrive: in assoluto il film più divertente con Campbell protagonista.
Paolo Mereghetti, nel suo dizionario del cinema, elogia il film dandogli 2 stelle e 1/2 su 4 e scrivendo: "una struggente elegia della vecchiaia, piena di amore per la vita....in molti si sono sorpresi della ricchezza e della qualità dell’opera, di certo è il film più riuscito e ispirato del regista....dopo quello di Ash nella serie di La casa, è il ruolo della vita per Campbell."

## Riconoscimenti
- 2003 - US Comedy Arts Festival
  - Miglior attore a Bruce Campbell
  - Miglior sceneggiatura a Don Coscarelli
- 2003 - Fantasia International Film Festival
  - Candidatura per miglior film internazionale a Don Coscarelli
- 2003 - Bram Stoker Awards
  - Miglior sceneggiatura a Don Coscarelli
- 2004 - Fangoria Chainsaw Awards
  - Miglior attore a Bruce Campbell
  - Miglior film con distribuzione cinematografica limitata o direttamente in Home Video
  - Candidatura per miglior sceneggiatura a Don Coscarelli
  - Candidatura per miglior attore non protagonista a Ossie Davis
- 2004 - Chlotrudis Awards
  - Candidatura per miglior attore a Bruce Campbell
  - Candidatura per miglior sceneggiatura non originale a Don Coscarelli
  - Candidatura per miglior attore non protagonista a Ossie Davis
- 2004 - Online Film Critics Society Awards
  - Candidatura per miglior sceneggiatura non originale a Don Coscarelli
- 2005 - Fantasporto
  - Miglior attore a Bruce Campbell
  - Premio speciale della giuria a Don Coscarelli

## Curiosità
- L’autore dell’omonimo racconto originale Joe R. Lansdale, per scrivere questa storia ha avuto l’ispirazione guardando in TV, il film La mummia del 1932, diretto da Karl Freund e interpretato da Boris Karloff.
- L’attore-regista di culto Ossie Davis, qui in una delle sue ultime grandi interpretazioni, è nato nel 1917, lo stesso anno di nascita di JFK.
- Le scritte in antico egizio nel bagno sono una citazione del film L'inquilino del terzo piano di Roman Polanski. In più di un’intervista Bruce Campbell ha parlato del film di Polanski come uno dei suoi horror preferiti.
- Il personaggio di Kemosabe, interpretato da Larry Pennell, riprende nel look il protagonista della serie Il cavaliere solitario. Pennel, aveva recitato in un episodio di quella serie nel 1969.
- La frase detta da Elvis contro lo scarafaggio, "Ti schiaccerò, scarafaggio", viene detta da Tony Montana nel film Scarface di Brian De Palma.
- Primo successo personale di Bruce Campbell dopo una lunga serie di flop televisivi (Le avventure di Brisco County Jr., Il ritorno del maggiolino tutto matto, Jack of All Trades) e cinematografici (La Patinoire, Tutta colpa di Sara).
- Nel 2013 la band fiorentina Contessa & the Squires ha scritto una canzone ispirata a questo film, intitolata "Bubba-ho Tep".
- Alla fine dei titoli di coda, come nella tradizione dei film di James Bond, appare un cartello con scritto: Elvis tornerà in Bubba Nosferatu: Curse of the She-Vampires. Nel "making of" del DVD, Coscarelli disse che originariamente si trattava di uno scherzo ma in seguito al successo del film, è stata seriamente presa in considerazione la possibilità di girare una nuova pellicola horror incentrata ancora su Elvis Presley. Secondo le successive dichiarazioni di Coscarelli, Bubba Nosferatu avrebbe dovuto essere un prequel dell’originale che raccontava la produzione di un film di Elvis degli anni '50, ambientato in un bordello della Louisiana. Bruce Campbell avrebbe dovuto nuovamente interpretare The King, e Paul Giamatti, grande ammiratore del film originale, sarebbe apparso nel ruolo del suo manager, il Colonnello Tom Parker. Nella pellicola, i due avrebbero dato del filo da torcere ad un gruppo di prostitute-vampire durante la lavorazione di questo ElvisMovie. Alla fine dell'agosto 2007, Bruce Campbell disse che non era più coinvolto in Bubba Nosferatu,[4] e successivamente, anche Joe R. Lansdale confermò che il progetto era morto[5] ma il 30 ottobre 2008, Ain't It Cool News pubblicò un'intervista esclusiva a Paul Giamatti, il quale disse che il film era ancora in pre-produzione. Giamatti disse anche che Ron Perlman era "interessato a interpretare Elvis"[6], e il 14 marzo 2009, Coscarelli dichiarò alla Monster Mania Convention che il film sarebbe stato realizzato e distribuito tra il 2010 e il 2012, ma successivamente il progetto naufragò ancora e questo prequel non vide mai la luce.
- Joe R. Lansdale, l’autore originale del racconto da cui è tratto il film, ha sviluppato le idee di Coscarelli per il prequel in un nuovo romanzo breve intitolato Bubba and the Cosmic Bloodsuckers, pubblicato nel 2017. L’anno successivo, la IDW Publishing ha realizzato un adattamento a fumetti del nuovo romanzo con una serie composta da cinque numeri e ribattezzata Bubba Ho-Tep and the Cosmic Blood-Suckers. La serie è stata supervisionata dallo stesso Lansdale, scritta da Joshua Jabcuga e illustrata da Tadd Galusha.
- Il film, nel 2016, a quattordici anni dalla sua uscita e a otto dalla distribuzione per il mercato DVD in Spagna, è stato proiettato al Sitges - Festival internazionale del cinema fantastico della Catalogna, in una sezione dedicata a Bruce Campbell.
- Nel 2019, la prestigiosa Dynamite Entertainment, ha pubblicato una miniserie a fumetti che è allo stesso tempo tratta dal film e crossover con un altro cult interpretato da Bruce Campbell: L'armata delle tenebre di Sam Raimi. La miniserie, intitolata Army of Darkness/Bubba Ho-Tep, composta da quattro numeri e concepita principalmente per sfruttare il Cult Status raggiunto dall’attore, vede collaborare in una nuova avventura a sfondo fantastico Elvis Presley e Ash Williams, l’iconico personaggio impersonato da Campbell nel franchise Evil Dead. La storia, a livello temporale, è ambientata prima del film di Coscarelli e dopo quello di Raimi.
- Il successo che nel tempo ha ottenuto il film sul mercato dell’home video è stato tale che, addirittura nel 2023, l’edizione in 4K realizzata dalla Shout! Factory per il mercato nordamericano, si è piazzata al sedicesimo posto nella classifica dei Blu-ray più venduti della settimana.